# Magdalena de Baviera
Magdalena de Baviera (en alemán, Magdalene von Bayern; Múnich, 4 de julio de 1587-Neuburg, 25 de septiembre de 1628) fue una princesa miembro de la Casa de Wittelsbach por nacimiento, y condesa del Palatinado-Neoburgo por matrimonio.

## Biografía

### Familia
Era la décima y más joven de todos los hijos del elector Guillermo V de Baviera y de Renata de Lorena. Por parte paterna, sus abuelos eran el duque Alberto V de Baviera y la archiduquesa Ana de Habsburgo-Jagellón, y por la materna el duque Francisco I de Lorena y la princesa Cristina de Dinamarca.

### Enlaces fallidos
En 1607, el archiduque Matías de Habsburgo pidió la mano de Magdalena en matrimonio. El iniciador de este proyecto fue el asesor de Matías, Melchior Khlesl, quien quería apoyo de los bávaros en el enfrentamiento entre el archiduque y su hermano, el emperador Rodolfo II del Sacro Imperio Romano Germánico. Aunque el padre de Magdalena se inclinaba para aceptar esta unión, su hermano, Maximiliano I, rechazó su mano porque no quería verse implicado en las disputas dinásticas austríacas. En 1608, Matías oficialmente renunció a un matrimonio bávaro a petición de su hermano. Poco después, el archiduque Leopoldo V de Habsburgo mostró interés en Magdalena.
En mayo de 1609, Leopoldo V visitó Múnich y estuvo conforme en renunciar a sus cargos eclesiásticos para casarse con Magdalena. Durante esta visita, desarrolló sentimientos por su pretendiente y afirmó que "por Matías no tuvo sentimientos de afecto" y preferiría convertirse en monja antes que casarse con él. Sin embargo, bajo la presión de su padre y su hermano, Magdalena finalmente aceptó un matrimonio de conveniencia.

### Matrimonio y vida en Neoburgo
El 11 de noviembre de 1613 en Múnich, Magdalena se casó con Wolfgang Guillermo, príncipe heredero del Palatinado-Neoburgo, un amigo íntimo de su hermano, Maximiliano; con esta unión, los gobernantes bávaros esperaban que el luterano Wolfgang Guillermo regresase a la fe católica. La ceremonia matrimonial se desarrolló por el príncipe obispo de Eichstätt, Johann Christoph von Westerstetten, en la Catedral de Nuestra Señora de Múnich; las ceremonias posteriores del matrimonio fueron muy complejas, en la presencia de 17 príncipes soberanos. Tres días más tarde (14 de noviembre), Magdalena renunció para ella y sus descendientes a cualquier derecho sucesorio sobre Baviera. Como dote, recibió la cantidad de 50.000 guilders y una cantidad adicional de 30.000 florines de su hermano como regalo.
Magdalena estableció una capilla católica en el castillo de Neoburgo con dos jesuitas que la acompañaban. Poco después, ambos jesuitas fueron enviados a los Países Bajos por el suegro de Magdalena, Felipe Luis del Palatinado-Neoburgo. En una ocasión, durante un servicio religioso, un invitado disparó a través de una ventana abierta donde estaba Magdalena.[cita requerida]
El 15 de mayo de 1614, unos pocos meses antes de la muerte de su padre, Wolfgang Guillermo (bajo la influencia de su esposa), oficialmente asumió la fe católica en la Iglesia de San Lamberto de Düsseldorf. Para la Contrarreforma esto era un éxito significativo atribuido a Magdalena y su compromiso con la política de su hermano. El matrimonio entre Magdalena y Wolfgang Guillermo, a pesar de todos los problemas, fue muy feliz.[cita requerida] Magdalena fue descrita como muy similar a su hermano, sabia y políticamente ambiciosa. El 4 de octubre de 1615 dio a luz a su único hijo, Felipe Guillermo, llamado así por sus dos abuelos.

### Muerte
Magdalena murió inesperadamente en Neuburg, a los 41 años de edad. La enterraron en la cripta de la recientemente construida iglesia jesuita de Neoburgo.

## Ancestros
| Magdalena de Baviera | Padre: Guillermo V de Baviera | Abuelo paterno: Alberto V de Baviera      | Bisabuelo paterno: Guillermo IV de Baviera                       |
| Magdalena de Baviera | Padre: Guillermo V de Baviera | Abuelo paterno: Alberto V de Baviera      | Bisabuela paterna: María Jacoba de Baden-Sponheim                |
| Magdalena de Baviera | Padre: Guillermo V de Baviera | Abuela paterna: Ana de Habsburgo-Jagellón | Bisabuelo paterno: Fernando I del Sacro Imperio Romano Germánico |
| Magdalena de Baviera | Padre: Guillermo V de Baviera | Abuela paterna: Ana de Habsburgo-Jagellón | Bisabuela paterna: Ana Jagellón de Bohemia y Hungría             |
| Magdalena de Baviera | Madre: Renata de Lorena       | Abuelo materno: Francisco I de Lorena     | Bisabuelo materno: Antonio de Lorena                             |
| Magdalena de Baviera | Madre: Renata de Lorena       | Abuelo materno: Francisco I de Lorena     | Bisabuela materna: Renata de Borbón                              |
| Magdalena de Baviera | Madre: Renata de Lorena       | Abuela materna: Cristina de Dinamarca     | Bisabuelo materna: Cristián II de Dinamarca                      |
| Magdalena de Baviera | Madre: Renata de Lorena       | Abuela materna: Cristina de Dinamarca     | Bisabuela materna: Isabel de Austria                             |